# Volker Beck (friidrottare)
Volker Beck, född den 30 juni 1956 är en tysk före detta friidrottare som tävlade i häcklöpning för Östtyskland.
Becks främsta meriter är från Olympiska sommarspelen 1980 i Moskva. Då de amerikanska stjärnorna uteblev från mästerskapet, däribland den regerande mästaren Edwin Moses, blev Beck en av favoriterna till guldet på 400 meter häck. En förväntning som han motsvarade då han vann på tiden 48,70. Han ingick vidare i Östtysklands stafettlag på 4 x 400 meter som slutade tvåa bakom Sovjetunionen.

## Personliga rekord
- 400 meter häck - 48,58 från 1979